# Nicola Ciracì
Nicola Ciracì (Ceglie Messapica, 25 agosto 1969) è un politico italiano.

## Biografia

### Attività politica
Figlio di un dirigente provinciale del PSIUP, è stato consigliere comunale PSI dal 1993 al 1995 e ricoprì la carica di Presidente del Consiglio comunale di Ceglie Messapica dal 1999 al 2001 e dal 2012 a luglio 2015 con Forza Italia.
Nel 2004 viene eletto al consiglio provinciale di Brindisi, dove ricopre la carica di Assessore ai Lavori Pubblici..

#### Elezione a deputato
Alle elezioni politiche del 2013 è candidato alla Camera dei Deputati, nella circoscrizione Puglia, nelle liste del Popolo della Libertà (in decima posizione), risultando il primo dei non eletti.
Il 25 giugno 2014, in seguito delle dimissioni di Raffaele Fitto (eletto all'Europarlamento), gli subentra e viene eletto deputato della XVII Legislatura.
Il 30 maggio 2015, in disaccordo con le scelte politiche di Silvio Berlusconi, abbandona Forza Italia per aderire a Conservatori e Riformisti di Raffaele Fitto.
Il 19 novembre 2015, assieme agli altri deputati di CoR, passa al Gruppo misto, aderendo alla componente "Conservatori e Riformisti".